# Ato Ibáñez
Andreas Enrique Anatole (Ato) Alm Ibáñez, född 14 november 1985 i Öja församling, Södermanlands län, är en svensk gångare på olika distanser. Han gjorde sin första stora tävling i Europamästerskapen i friidrott 2010.
Han har representerat Sverige vid världsmästerskapen i friidrott vid fem tillfällen, från 2011 till 2019. Han tävlade för Sverige vid IAAF World Race Walking Team Championships sju gånger i följd från 2004 till 2016. Han tävlade också vid Europamästerskapen i friidrott 2010, 2014 och 2018.
I mars 2019 klarade han kvalgränsen till Världsmästerskapen Doha i Qatar hösten 2019.
Ibáñez slutade på en överraskande tolfte plats i karriärens bästa VM-lopp i friidrotts-VM i Doha 2019. Detta trots att han tillbringat fem minuter i den så kallade straffdepån. Utan bestraffningen skulle han troligen slutat topp tio.  Efter VM i Doha valde Ato att avsluta sin gångkarriär på elitnivå. Han har uttryckt att han vill testa en del löpning och cykling och kanske en del skidåkning. "Lägger jag in lite simning i sommar kanske det blir aktuellt att testa triathlon".
Han är son till de internationella gångarna mexikanen Enrique Vera Ibáñez och svenskan Siw Karlström. Hans bror Perseus Karlström är också internationell gångare för Sverige.